# Municipio de Bucklin (Misuri)
El municipio de Bucklin (en inglés: Bucklin Township) es un municipio ubicado en el condado de Linn en el estado estadounidense de Misuri. En el año 2010 tenía una población de 733 habitantes y una densidad poblacional de 6,36 personas por km².

## Geografía
El municipio de Bucklin se encuentra ubicado en las coordenadas 39°48′32″N 92°54′39″O / 39.80889, -92.91083. Según la Oficina del Censo de los Estados Unidos, el municipio tiene una superficie total de 115.26 km², de la cual 114,96 km² corresponden a tierra firme y (0,26 %) 0,3 km² es agua.

## Demografía
Según el censo de 2010, había 733 personas residiendo en el municipio de Bucklin. La densidad de población era de 6,36 hab./km². De los 733 habitantes, el municipio de Bucklin estaba compuesto por el 99,05 % blancos, el 0,27 % eran afroamericanos, el 0,14 % eran amerindios, el 0,14 % eran asiáticos y el 0,41 % eran de una mezcla de razas. Del total de la población el 1,23 % eran hispanos o latinos de cualquier raza.